# JoJo's Bizarre Adventure: All Star Battle
JoJo's Bizarre Adventure: All-Star Battle (ジョジョの奇妙な冒険 オールスターバトル JoJo no Kimyō na Bōken Ōru Sutā Batoru?) es un juego de lucha en 3D desarrollado por CyberConnect2 y distribuido por Namco Bandai, el juego está basado en el popular manga y anime JoJo's Bizarre Adventure.
Cuenta con características en línea para luchar contra un jugador con otra consola mediante conexión a Internet.
El 9 de marzo de 2022, se anunció un remaster llamado JoJo's Bizarre Adventure: All-Star Battle R (ジョジョの奇妙な冒険 オールスターバトルR JoJo no Kimyō na Bōken Ōru Sutā Batoru R?) se lanzará para Nintendo Switch, PlayStation 4, PlayStation 5, Xbox One, Xbox Series X/S y Microsoft Windows a través de Steam el 1 de septiembre de 2022 en Japón y el 2 de septiembre de 2022 para el resto del mundo y viceversa para conmemorar el 35º aniversario del manga y el 10º aniversario del anime.

## Jugabilidad
JoJo's Bizarre Adventure: All-Star Battle es un juego de lucha 3D en el que los jugadores pueden luchar entre sí utilizando personajes tomados de los ocho arcos de historia actuales de la serie de manga JoJo's Bizarre Adventure de Hirohiko Araki (y uno de un trabajo previo de Araki), peleando en varios lugares tomados del manga. El videojuego aprovecha su jugabilidad para pactar enfrentamientos entre personajes basándose en las batallas más importantes acontecidas en el manga, y agregando otras para extender su durabilidad. Desde el inicio, se podrá comenzar desde cualquier parte de la historia (hasta aquel entonces publicada), sin forzar seguir un orden cronológico. Al completar las siete partes publicadas, se desbloqueará la octava referente a JoJolion, sin embargo, este seinen al haber estado aún en emisión al momento del desarrollo del videojuego, desbloqueará un único personaje: el protagonista Josuke Higashikata (JoJolion).
El remaster contará con más personajes jugables y los combates pueden tener la opción de ayudantes.
Famitsu le dio a All-Star Battle un 40/40 perfecto. El juego fue un ganador en la división "Future" de los "Japan Game Awards 2012".

## Personajes jugables
El juego cuenta con 41 personajes jugables. El remaster contará con más personajes jugables. Estos personajes son:
- Phantom Blood:
  - Jonathan Joestar
  - Will A. Zeppeli
  - Robert E. O. Speedwagon (exclusivo de All-Star Battle R)
  - Dio Brando
- Battle Tendency:
  - Joseph Joestar
  - Caesar A. Zeppeli
  - Lisa Lisa (DLC en el juego original, incluido en la versión remasterizada)
  - Rudol von Stroheim (DLC exclusivo de All-Star Battle R)
  - Wamuu
  - Esidisi
  - Kars
- Stardust Crusaders:
  - Jotaro Kujo
  - Joseph Joestar (DLC en el juego original, incluido en la versión remasterizada)
  - Muhammad Avdol
  - Noriaki Kakyoin
  - Jean Pierre Polnareff
  - Iggy (DLC en el juego original, incluido en la versión remasterizada)
  - Hol Horse
  - Mariah (exclusivo de All-Star Battle R)
  - Pet Shop (exclusivo de All-Star Battle R)
  - Vanilla Ice (DLC en el juego original, incluido en la versión remasterizada)
  - DIO
- Diamond Is Unbreakable:
  - Josuke Higashikata
  - Okuyasu Nijimura
  - Koichi Hirose
  - Rohan Kishibe
  - Jotaro Kujo (exclusivo de All-Star Battle R)
  - Yukako Yamagishi (exclusivo de All-Star Battle R)
  - Yuya Fungami (DLC exclusivo de All-Star Battle R)
  - Shigekiyo Yangu (DLC en el juego original, incluido en la versión remasterizada)
  - Keicho Nijimura (DLC exclusivo de All-Star Battle R)
  - Akira Otoishi
  - Yoshikage Kira (DLC en el juego original, incluido en la versión remasterizada)
  - Kosaku Kawajiri
- Vento Aureo/Golden Wind:
  - Giorno Giovanna
  - Bruno Bucciarati
  - Leone Abbacchio (DLC exclusivo de All-Star Battle R)
  - Guido Mista
  - Narancia Ghirga
  - Pannacotta Fugo (DLC en el juego original, incluido en la versión remasterizada)
  - Trish Una (exclusivo de All-Star Battle R)
  - Prosciutto y Pesci (exclusivo de All-Star Battle R)
  - Ghiaccio (exclusivo de All-Star Battle R)
  - Risotto Nero (DLC exclusivo de All-Star Battle R)
  - Diavolo
- Stone Ocean:
  - Jolyne Cujoh
  - Ermes Costello
  - Foo Fighters (exclusivo de All-Star Battle R)
  - Weather Report (exclusivo de All-Star Battle R)
  - Narciso Anasui (DLC en el juego original, incluido en la versión remasterizada)
  - Enrico Pucci (exclusivo de All-Star Battle R)
  - Enrico Pucci (Final)
- Steel Ball Run:
  - Johnny Joestar
  - Gyro Zeppeli
  - Diego Brando (exclusivo de All-Star Battle R)
  - Diego Brando (Mundo Paralelo) (DLC exclusivo de All-Star Battle R)
  - Funny Valentine
- JoJolion:
  - Josuke Higashikata
  - Toru / Wonder of U (DLC exclusivo de All-Star Battle R)
- Baoh:
  - Ikuro Hashizawa (DLC en el juego original, incluido en la versión remasterizada)

## Reparto
Durante el estreno de All-Star Battle, el anime solo tenía adaptadas las partes 1 y 2. Sin embargo, Jotaro Kujo, Okuyasu Nijimura, Shigekiyo "Shigechi" Yangu y Akira Otoishi son los únicos personajes en tener su voz del anime antes de que las partes 3 y 4 fueran adaptadas, haciendo que el resto tenga voces diferentes y con seiyūs que pondrían voces a sus respectivos personajes más tarde o, en algunos casos, a personajes diferentes. Con el estreno de All-Star Battle R, todos los personajes del anime, partes 1 a 6, tienen su respectiva voz del anime.
| Personaje                        | Seiyū                  | Seiyū                  |
| Personaje                        | All-Star Battle        | All-Star Battle R      |
| Parte I: Phantom Blood           | Parte I: Phantom Blood | Parte I: Phantom Blood |
| -------------------------------- | ---------------------- | ---------------------- |
| Jonathan Joestar                 | Kazuyuki Okitsu        | Kazuyuki Okitsu        |
| Will A. Zeppeli                  | Yoku Shioya            | Yoku Shioya            |
| Robert E. O. Speedwagon          | Yōji Ueda              | Yōji Ueda              |
| Dio Brando                       | Takehito Koyasu        | Takehito Koyasu        |
| Parte II: Battle Tendency        |                        |                        |
| Joseph Joestar                   | Tomokazu Sugita        | Tomokazu Sugita        |
| Caesar A. Zeppeli                | Takuya Satō            | Takuya Satō            |
| Lisa Lisa                        | Atsuko Tanaka          | Atsuko Tanaka          |
| Rudol von Stroheim               | Atsushi Imaruoka       | Atsushi Imaruoka       |
| Wamuu                            | Akio Ōtsuka            | Akio Ōtsuka            |
| Esidisi                          | Keiji Fujiwara         | Keiji Fujiwara         |
| Kars                             | Kazuhiko Inoue         | Kazuhiko Inoue         |
| Parte III: Stardust Crusaders    |                        |                        |
| Jotaro Kujo                      | Daisuke Ono            | Daisuke Ono            |
| Joseph Joestar                   | Tomokazu Sugita*       | Unshō Ishizuka         |
| Muhammad Avdol                   | Masashi Ebara*         | Kenta Miyake           |
| Noriaki Kakyoin                  | Kōji Yusa*             | Daisuke Hirakawa       |
| Jean Pierre Polnareff            | Hiroaki Hirata*        | Fuminori Komatsu       |
| Iggy                             | Shigeru Chiba*         | Misato Fukuen          |
| Hol Horse                        | Hōchu Ōtsuka*          | Hidenobu Kiuchi        |
| Mariah                           | No jugable             | Ayahi Takagaki         |
| Pet Shop                         | No jugable             | N/A                    |
| Vanilla Ice                      | Hiroyuki Hoshino*      | Shō Hayami             |
| DIO                              | Takehito Koyasu        | Takehito Koyasu        |
| Parte IV: Diamond Is Unbreakable |                        |                        |
| Josuke Higashikata               | Wataru Hatano*         | Yūki Ono               |
| Okuyasu Nijimura                 | Wataru Takagi          | Wataru Takagi          |
| Koichi Hirose                    | Romi Park*             | Yūki Kaji              |
| Rohan Kishibe                    | Hiroshi Kamiya*        | Takahiro Sakurai       |
| Jotaro Kujo                      | Daisuke Ono            | Daisuke Ono            |
| Yukako Yamagishi                 | No jugable             | Mamiko Noto            |
| Yuya Fungami                     | No jugable             | Kishō Taniyama         |
| Shigekiyo Yangu                  | Kappei Yamaguchi       | Kappei Yamaguchi       |
| Keicho Nijimura                  | No jugable             | Tomoyuki Shimura       |
| Akira Otoishi                    | Showtaro Morikubo      | Showtaro Morikubo      |
| Yoshikage Kira                   | Rikiya Koyama*         | Toshiyuki Morikawa     |
| Kosaku Kawajiri                  | Rikiya Koyama*         | Toshiyuki Morikawa     |
| Parte V: Vento Aureo/Golden Wind |                        |                        |
| Giorno Giovanna                  | Daisuke Namikawa*      | Kenshō Ono             |
| Bruno Bucciarati                 | Noriaki Sugiyama*      | Yūichi Nakamura        |
| Leone Abbacchio                  | Taiten Kusunoki*       | Jun'ichi Suwabe        |
| Guido Mista                      | Kenji Akabane*         | Kōsuke Toriumi         |
| Narancia Ghirga                  | Yūko Sanpei*           | Daiki Yamashita        |
| Pannacotta Fugo                  | Hisafumi Oda*          | Junya Enoki            |
| Trish Una                        | No jugable             | Sayaka Senbongi        |
| Prosciutto y Pesci               | Takuma Terashima*      | Tatsuhisa Suzuki       |
| Prosciutto y Pesci               | Shinya Fukumatsu*      | Subaru Kimura          |
| Ghiaccio                         | Tatsuhisa Suzuki*      | Nobuhiko Okamoto       |
| Risotto Nero                     | No jugable             | Shinshū Fuji           |
| Diavolo                          | Toshiyuki Morikawa*    | Katsuyuki Konishi      |
| Parte VI: Stone Ocean            |                        |                        |
| Jolyne Cujoh                     | Miyuki Sawashiro*      | Fairouz Ai             |
| Ermes Costello                   | Chizu Yonemoto*        | Mutsumi Tamura         |
| Foo Fighters                     | Ryōko Shiraishi*       | Mariya Ise             |
| Weather Report                   | Tōru Ōkawa*            | Yūichirō Umehara       |
| Narciso Anasui                   | Yūichi Nakamura*       | Daisuke Namikawa       |
| Enrico Pucci                     | Shō Hayami*            | Tomokazu Seki          |
| Enrico Pucci (Final)             | Shō Hayami*            | Tomokazu Seki          |
| Parte VII: Steel Ball Run        |                        |                        |
| Johnny Joestar                   | Yūki Kaji              | Yūki Kaji              |
| Gyro Zeppeli                     | Shin'ichirō Miki       | Shin'ichirō Miki       |
| Diego Brando                     | Takehito Koyasu        | Takehito Koyasu        |
| Diego Brando (Mundo Paralelo)    | Takehito Koyasu        | Takehito Koyasu        |
| Funny Valentine                  | Yasuyuki Kase          | Yasuyuki Kase          |
| Parte VIII: JoJolion             |                        |                        |
| Josuke Higashikata               | Mitsuaki Madono        | Mitsuaki Madono        |
| Wonder of U                      | No aparece             | Takayuki Sugō          |
| Toru                             | No aparece             | Nobunaga Shimazaki     |
| Baoh                             |                        |                        |
| Ikuro Hashizawa                  | Kōki Uchiyama          | Kōki Uchiyama          |

(*) Representa a personajes con seiyūs diferentes.
Notas:
- Si bien, Speedwagon y Stroheim no eran jugables en el juego original, sus seiyūs, Yōji Ueda y Atsushi Imaruoka si estaban presentes.
- Si bien, Abbacchio, Prosciutto (y Pesci), Ghiaccio, Foo Fighters y Weather Report no eran jugables en el juego original, tenían seiyūs diferentes debido a que el anime de sus respectivas partes se hicieron después.
- Los seiyūs de las partes 7 y 8 se conservan al no haber aún una adaptación al anime. Con Baoh sucede lo mismo.
- Para las voces de Esidisi y Joseph Joestar viejo se reutiliza material de archivo de All-Star Battle original y Eyes of Heaven, debido al fallecimiento de sus seiyūs, Keiji Fujiwara y Unshō Ishizuka.
- Daisuke Ono, Yūki Kaji, Takehito Koyasu y Tomokazu Seki son los únicos seiyūs que dan voz a más de un personaje, siendo Jotaro Kujo (Partes 3 y 4), Koichi Hirose y Johnny Joestar, Dio Brando, DIO y Diego Brando (tanto el original como el del mundo paralelo), y Enrico Pucci (Inicio y Final) respectivamente.